# Girls (Sugababes)
Girls è un singolo del gruppo musicale pop britannico Sugababes, pubblicato il 6 ottobre 2008 dall'etichetta discografica Island.
La canzone è stata scritta da Keisha Buchanan, Allen Toussaint, Anna McDonald e Nicole Jenkinson e prodotta da Melvin Kuiters e Si Hulbert ed è stato il primo singolo estratto dall'album Catfights and Spotlights.

## Video
Il video di Girls è stato girato il 28 agosto 2008 e diretto da Daniel Wolfe; è stato presentato su 4Music e Channel 4 il 6 settembre 2008.  Nel video, le componenti Heidi Range, Keisha Buchanan e Amelle Berrabah si divertono ad una serata tra ragazze in un club, caratterizzato da un'atmosfera "da discoteca da anni '80." Le ragazze ballano e cantano; durante il ritornello sono riprese le altre ballerine, mentre ogni componente delle Sugababes è ripresa mentre canta la propria strofa. Durante la sua strofa, Amelle inizia un ballo sensuale con una delle ballerine, mentre Heidi esegue una sensuale lap-dance e Keisha stuzzica un ballerino.

## Tracce
CD-Single (Island 178 958 4 (UMG) / EAN 0602517895843)
1. Girls (Radio edit)
2. Girls (Funkerman Mix)

## Classifiche
| Classifiche (2008) | Posizione raggiunta |
| ------------------ | ------------------- |
| Regno Unito        | 3                   |
| Irlanda            | 12                  |
| Bulgaria           | 15                  |